# 香港紗廠
香港紗廠，屬於香港紗廠國際集團（HKS Group International Limited），由上海紡織大王、香港「海派」代表人物王統元創立於1913年，曾是香港3大紡織廠之一，於香港的長沙灣舊廠址，是小巴司機約定俗成上落客的九龍半島地標。
香港紗廠曾生產中國首條牛仔褲，研發出彈力綿紗並生產世界首條彈性牛仔褲，在世界牛仔布市場以彈性布料、燈芯絨布料及多種特別織造布料而聞名，近年更將生物科技和織布技術結合。
現任集團主席為JJ Wong，僱員超過8,000人。業務包括：棉花貿易、紡紗、織布、布藝家居、成衣等。合作品牌包括：GU、Uniqlo、Calvin Klein（牛仔褲生產）、無印良品（家紡）、John Lewis（家紡）、GAP、迪士尼童裝系列及Quick Silver等等。

## 歷史
1913年，王統元與其父親王啟宇於上海成立達豐染織廠，生產「日曬雨淋，永不褪色」的產品，風行中國。
1920年，於上海成立振泰紗廠。1925年，於上海建立寶興紗廠。1942年，於上海成立泰山紡織廠。1946年，振泰紗廠易名中紡紗廠。
1947年，王啟宇及王統元移居香港，並開始將紡織業務重心，慢慢轉移至香港。同年在九龍半島成立九龍紗廠。
1949年，在香港島成立香港紗廠，並接收上海泰山紡織廠的機器，成為當時規模最大的現代化紡織企業之一。
1951年，因為韓戰的關係，亞洲周邊國家由印尼至菲律賓至南韓，突然需要物資，囤積的想法極快漫延，所有人都極之需要任何貨品，紗、布是名單上的優先選擇。作為開放港口的香港成為物資的最佳中轉港，不少香港貿易商人因此受惠，香港紗廠亦是其中之一。
1954年4月1日，王統元成立於香港的第三間公司，香港紡織有限公司，作為合併之前成立的兩間紗廠的基礎以及日後用來完全重整生意之用。當時擁有三千萬港元的法定股本，廠址位於九龍長沙灣青山道，王啓宇為第一位主席，王統元為董事總經理。
1955年，香港紗廠及九龍紗廠的董事們達成協議，將所有資產都轉到香港紡織有限公司，成為香港紗廠國際集團的雛型。
1965年，併購香港織造廠的50%股權，至1970年，再全資擁有香港織造廠。同年建成香港紗廠大廈第一期。
1973年底，結束香港的紡織生產線業務，在香港政府協調下與工人達成遣散協議，是香港早期勞資談判的重要案例之一。
1978年，王統元兒子王聲達移居東南亞，致力改良紡織技術，成功研發彈力綿紗，及生產世界首條彈性牛仔褲。
2007年，與香港保良局合作，於香港銅鑼灣興建王統元大樓。2016年至2017年，投資於面料技術開發，包括： Full Fuction Denim（防水、防污、防霉、防水、易潔、易乾的丹寧布）、Warm Deim（保暖功能優秀但輕身的丹寧布）、Double Indigo Denim(由紗線開始染色的不褪色丹寧布)、Ice Denim（不太薄保留丹寧質感但為穿着者帶來涼快感覺的丹寧）、Reversible Jeans(雙面染色牛仔褲）及Photocatalyst Technology (通過光和水的化合作用帶走污漬）。 
2018年，引入使用颜色面料也適用的VAV Technology  laser machine（激光雕花系統）。